# Ivan Šaranić
Ivan Šaranić, né le 12 mai 2003 à Sisak en Croatie, est un footballeur croate qui évolue au poste de milieu offensif au Al Bataeh Club (en).

## Biographie

### En club
Né à Sisak en Croatie, Ivan Šaranić est formé par l'un des clubs de la capitale, le Dinamo Zagreb. Arrivé à l'académie du club à l'âge de 12 ans, il est considéré comme l'un des grands espoirs du Dinamo. Ses qualités lui valent des comparaisons avec Kevin De Bruyne ou encore Dejan Kulusevski.
Il joue son premier match en première division croate le jour de ses 18 ans, le 12 mai 2021 contre le NK Varaždin. Il entre en jeu et les deux équipes se neutralisent (2-2).
Il devient Champion de Croatie en 2021, le club étant sacré pour la 22e fois de son histoire.
Le 22 juin 2022, Ivan Šaranić est prêté pour une saison au club slovène du NK Bravo afin de gagner en temps de jeu. Se montrant peu à son avantage durant les six premiers mois, il est rappelé de son prêt en janvier 2023 et de nouveau prêté dans la foulée, cette fois au NK Varaždin.
Le 31 août 2023, Ivan Šaranić est prêté pour une saison au NK Dugopolje.
Il se fait remarquer dès son premier match pour le NK Dugopolje en marquant un but, le 4 septembre 2023, lors d'une rencontre de championnat face au NK Dubrava (en). Il entre en jeu et contribue à la victoire de son équipe par trois buts à un.
En juillet 2024, Ivan Šaranić quitte définitivement le Dinamo Zagreb pour rejoindre Al Bataeh Club (en), aux Émirats arabes unis.

### En sélection
De 2019 à 2020 il représente l'équipe de Croatie des moins de 17 ans, où il inscrit trois buts en six matchs.
Il joue également avec les moins de 19 ans faisant au total sept apparitions entre 2021 et 2022, marquant également quatre buts.

## Palmarès
Dinamo Zagreb
- Championnat de Croatie (1) :
  - Champion : 2020-21.